# Pian dell'Isola
Pian dell'Isola è un toponimo che indica sia una vasta area pianeggiante lungo il corso del fiume Arno sia una località, posta all'interno di tale definizione, nel territorio di Rignano sull'Arno che confina con il Comune di Figline e Incisa Valdarno all'altezza della località di Santa Maria Maddalena.

## Caratteristiche
Il centro abitato è caratterizzato da edifici sparsi, compattati maggiormente solo verso il capoluogo rignanese. 

### Zona industriale e commerciale
Molto più ampia invece la zona industriale, mentre quella commerciale è sviluppata principalmente nell'area di competenza figlinese e incisana che ha visto lo sviluppo di una zona dedicata all'alta moda con la presenza di outlet e della fabbrica di Dolce&Gabbana.

## Luoghi di interesse
- Ponte del Pian dell'Isola
- Spaccio di Dolce&Gabbana (località Santa Maria Maddalena)
- Torre del Pian dell'Isola, situata nei pressi del capoluogo rignanese, rappresenta uno degli esempi di architettura militare più importanti della zona

## Viabilità
Da settembre 2021 l'intera area è attraversata dai percorsi della SP 18 Braccio di San Clemente e della nuova SP 89 bis del Pian dell'Isola.